# Guillaume II Roger
Guillaume II Roger (1290-1380), né au manoir de Maumont, à Rosiers-d'Égletons, mort à Cornillon, est le fils aîné de Guillaume Ier Rog(i)er ou Roguier (frère de l'archevêque Nicolas Roger) et de Guillaumette de Mestre, et le frère du pape Clément VI (Pierre Roger), dont la carrière ecclésiastique fit de la famille de son aîné l'une des plus en vue de la Provence et du royaume de France. Il fut, par don ou par acquisition, baron de Pertuis et Saint-Rémy, vicomte de Lamothe et de Valernes, comte de Beaufort et d'Alès. Il est le père du pape Grégoire XI (Pierre Roger lui aussi).

## Biographie
Pierre Roger, futur pape Clément VI, devint abbé de Fécamp en 1326, évêque d'Arras en 1328, archevêque de Rouen et président de la Chambre des Comptes en 1330. Le prélat, un des favoris de Philippe VI de Valois, usa de la faveur royale. Son frère aîné Guillaume II Roger, qui avait reçu en dot de sa première femme le fief de Chambon en Combraille en 1331, fut anobli l'année suivante,,.

### Constitution des fiefs sous le pontificat deClémentVI
Les revenus archiépiscopaux de Pierre Roger — l'archevêché de Rouen était le plus riche de France — furent judicieusement investis. Le 8 octobre 1333, Guillaume II Roger put acheter à Bernard de Ventadour sa terre de Rosiers-d'Égletons. Puis le 12 mai 1336, il rendit hommage à Marie de Flandre-Termonde, veuve de Robert, comte d’Auvergne et de Boulogne, pour son château de Margerides qu'il venait d'acquérir. Le fief voisin de Saint-Exupéry-les-Roches lui fut vendu par Aymery de Châlus, en 1338.
Devenu cardinal en 1338, Pierre fut élu pape, à Avignon, le 19 mai 1342, sous le nom de Clément VI. Le 27 mai, Philippe de Valois accorda 1 000 livres de rente à Guillaume II Roger sur les comtés du Maine et d’Anjou. Le frère du pape se vit attribuer, la même année, le fief de Beaufort. Jean duc de Normandie, comte d'Anjou et du Maine, ayant transformé ce fief en vicomté en 1344, Guillaume fit restaurer le château dès 1345. Puis la faveur royale en fit un comté en 1347, tout en exemptant de chevauchée le nouveau comte.
Le 25 septembre 1343, Guillaume II Roger acheta au Dauphin Humbert II le château de Veyre-Monton et les seigneuries auvergnates du Pont-du-Château, de Monton, d'Aubusson, d'Aurouze, de Saint-Martial, de Chanteuges et de Langeac. Ces fiefs, relevant du domaine royal, avaient été cédés à Humbert II, Dauphin du Viennois, par Philippe VI, le 23 avril 1343, pour l'amener à composition et préparer la cession du Dauphiné au royaume de France. Leur vente fut confirmée le 19 novembre de la même année. La vicomté de Lamothe fut achetée 1344 par Guillaume II à Armand de Roquefeuil.
Le 3 mai 1352, Raymond de Chambarlhac de Lherm, damoiseau, rendit hommage à Guillaume II Roger, comte de Beaufort, dont il était le vassal dans la baronnie de Fay.
À la mort de son frère le cardinal Hugues Roger en automne 1362, Guillaume, par héritage, se vit attribuer la baronnie de Bagnols-sur-Cèze et le comté d’Alès.

### Dons de la reine Jeanne
En 1348, la reine Jeanne, chassée de son royaume de Naples, dut se réfugier en Provence. Pour reconquérir ses États napolitains, elle vendit Avignon au pape pour 80 000 florins, et obtint au passage l'absolution pontificale qui la lavait de tout soupçon dans le meurtre de son premier époux André de Hongrie. Reconnaissante, elle offrit à Guillaume le fief de Valernes, qui fut érigé en vicomté par lettres patentes en 1350. Valernes, place forte dès le XIe siècle, était l'un des verrous de la moyenne vallée de la Durance. La nouvelle vicomté comprenait les communautés de Bayons, Vaumeilh, la Motte, Bellaffaire, Gigors, Lauzet, les Mées, Mézel, Entrevennes et le Castellet, avec leurs juridictions et dépendances.
En 1353, la reine Jeanne, considérant « les avantages importants et nombreux que nous a procuré, dans des moments critiques pour nous, le zèle charitable et paternel du Très Saint Père dans le Christ, le Seigneur Clément, nous fait étendre jusqu’aux siens toute notre reconnaissance et toute notre bonté et nous les font récompenser chaleureusement par nos largesses », offrit contre hommage de Guillaume II et de façon inaliénable, Saint-Rémy, Pertuis, Meyrargues, les Pennes et Séderon.
D’emblée, la cession de Saint-Rémy posa problème. Le 3 juin 1352, par lettre, la reine Jeanne ordonnait aux Saint-Rémidois de rendre hommage à Guillaume II. Cinq jours plus tard, elle étendit la portée de sa donation aux droits régaliens et de justice des premières appellations sur le castrum et ses appartenances. Le 15 juin, la reine écrivit au Sénéchal Foulques d'Agoult pour le presser à mettre ses lettres en application. Trois jours après, elle signait une lettre adressée aux communautés qui devenaient vassales de Guillaume II, ainsi qu’aux habitants d’Aix et de Tarascon, pour leur signifier et confirmer ses donations aux Roger de Beaufort.
Au cours du mois de mars 1371, Guillaume II fit définitivement enregistrer par la Cour des Comptes d'Aix les lettres de confirmation de la donation de Saint-Rémy par la reine Jeanne.

### GuillaumeIIfait deGuillaumeIIIson héritier universel
L'émancipation de son fils aîné Guillaume III Roger fut effective le 28 novembre 1349. Il léguait à son « fils bien-aimé », l'ensemble de son patrimoine limousin, avec le fief et le titre de comte de Beaufort, d'une part, ainsi que ses fiefs d'Auvergne contigus au Limousin, et la moitié de ses terres dans les comtés de Provence et Forcalquier, selon la partition faite par notre seigneur le pape.

### Guerres deGuillaumeIIRoger

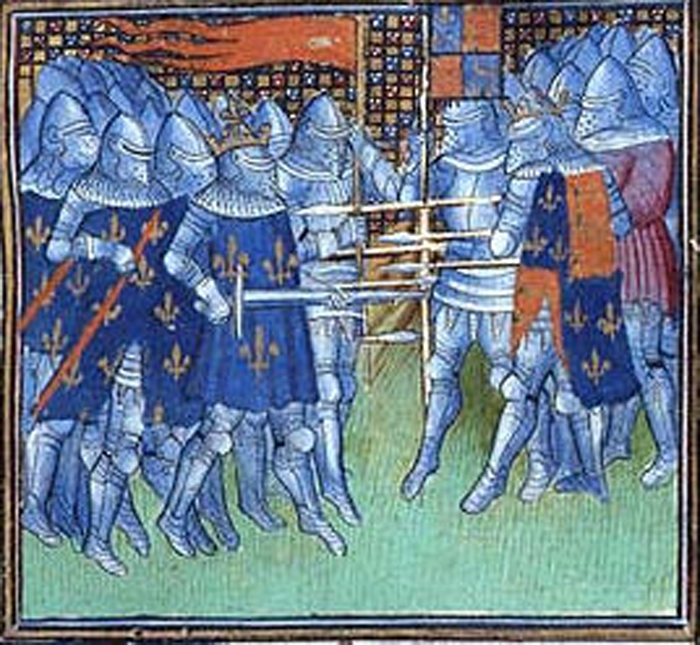
Bataille de Poitiers (1356). Miniature du Maître de Giac tirée d'un manuscrit des Chroniques de Froissart, Morgan Library, M.804.

Il participa à la bataille de Poitiers, en 1356, et fut fait prisonnier à rançon. Le résultat immédiat fut de faire sortir des ordres son cadet Nicolas Roger de Beaufort. Relever son fils de ses vœux et réunir sa rançon fut l'œuvre des cardinaux de la famille.
Guillaume II guerroya en Auvergne avec le duc de Berry durant tout ce dernier semestre 1369. Puis l'année suivante, le comte participa avec Louis II de Bourbon au blocus de Belleperche.
Molinier dans son Histoire du Languedoc signalait une lettre de 1376, dans laquelle Guillaume II Roger de Beaufort s'élevait contre les menées pro-anglaises de Bernard Pelet, coseigneur d'Alès, dans son comté. Il était aidé par un agent anglais, Pierre de Galard, connu en Cévennes sous le diminutif de Perrot et qualifié de gros et méchant.

### Nouveaux achats sous le pontificat deGrégoireXI
Pour son neveu Raymond, Grégoire XI trouva un parti prestigieux en la personne de Marie de Boulogne, nièce par alliance du roi Jean le Bon. Le 28 octobre 1375. Par contrat, Marie apportait à Raymond de Turenne sa seigneurie de Saint-Just-en-Champagne, tandis que son frère, Jean II de Boulogne, vendait ses seigneuries de Combrailles à Guillaume II Roger de Beaufort pour 30 000 francs. Les seigneuries de Combrailles étaient celles de Chambon-sur-Voueize, Evaux-les-Bains (Evaon), Semur (Sermur ?) et Stusanie.
Verfeil, dans la vallée de la Seye, fut acheté par Guillaume II, comte de Beaufort, le 23 août 1379, lors de l'émancipation de son fils Raymond, vicomte de Valernes.

### Mariages

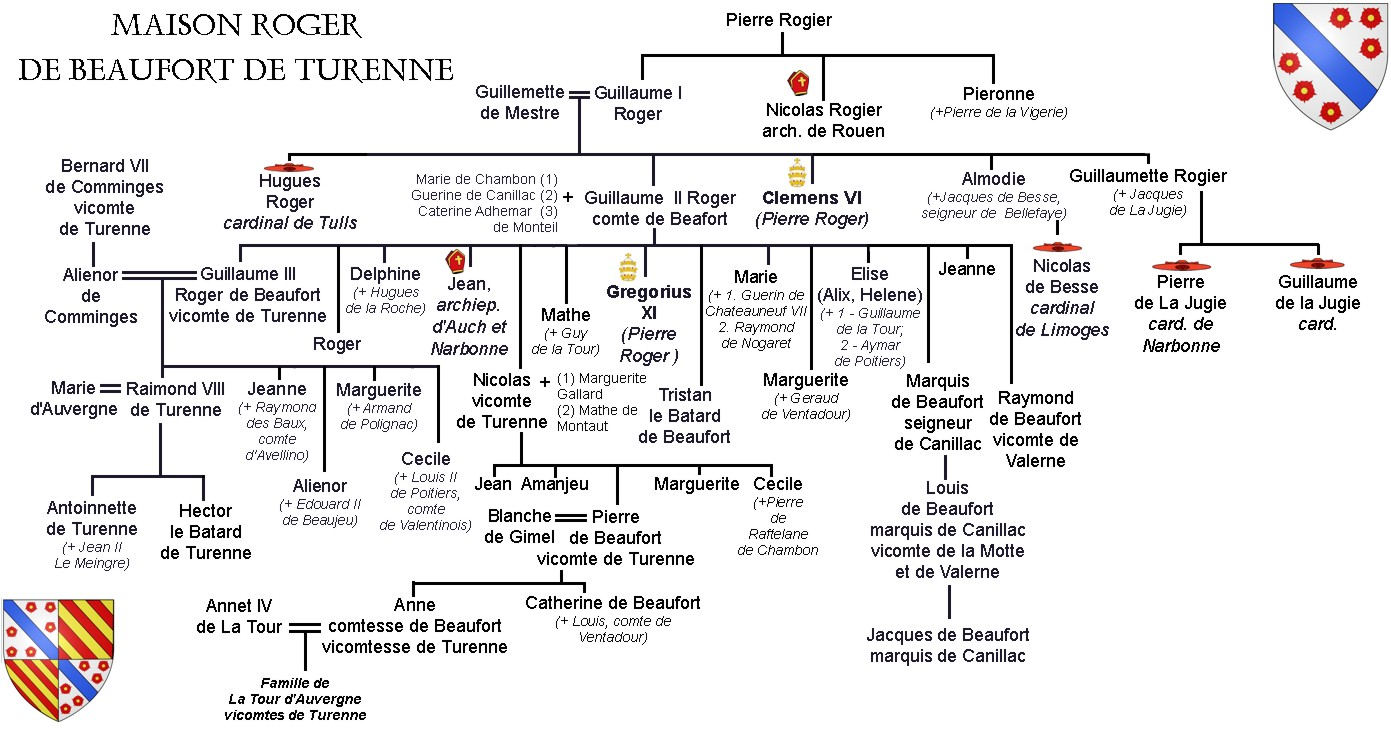

1° Marié en 1325 à Marie de Chambon, elle lui donna dix enfants, dont :
- Guillaume III, le fils aîné, vicomte de Turenne par son mariage avec Aliénor de Comminges : parents de Raimond de Turenne et de quatre filles bien mariées ;
- Roger, qui fut longtemps captif du Captal de Buch ;
- Pierre, futur pape Grégoire XI en 1370-1378 ;
- Nicolas (1340-1415), seigneur de Limeuil du chef de sa 1re femme Marguerite de Galard, et souche de la deuxième branche des Roger de Beaufort-vicomtes de Turenne, après celle issue de son frère aîné Guillaume III ; cette branche se fondra dans les La Tour d'O(l)liergues, leur transmettant la vicomté de Turenne : voir plus bas. En effet, les vicomtes de Turenne issus de Guillaume III Roger de Beaufort courent jusqu'à sa petite-fille Antoinette, morte en 1416, épouse de Boucicaut ; la postérité de Nicolas succède alors à la vicomté de Turenne (lui-même, d'ailleurs, semble avoir porté aussi le titre) : 
  - Le vicomte Pierre, né du 2e mariage de Nicolas avec Ma(r)the de Montaut-Mussidan, épouse  en 1432 Blanche de Gimel, dont : 
    - Catherine Roger de Beaufort, dame de Charlus (x Louis, comte de Ventadour),
    - et la vicomtesse Anne Rog(i)er de Beaufort, qui marie en 1444 son cousin germain Agnet/Anet/Annet IV de La Tour d'Oliergues (ci-après) : d'où la suite des vicomtes de Turenne de la maison de La Tour d'Olliergues (qui prendra ensuite le nom de La Tour d'Auvergne à la suite du mariage en 1518 de leur petit-fils le vicomte François Ier (ou II) de La Tour d'Oliergues-Turenne : voir plus bas), dont Henri, duc de Bouillon, et son fils le fameux maréchal de Turenne ;

  - Marguerite Roger de Beaufort, une sœur de Pierre, épouse en 1423 Bertrand II de La Tour d'Oliergues : parents d'Anet IV ci-dessus
- Jean, qui fut évêque de Carpentras puis archevêque d'Auch et de Narbonne ;
- Delphine/Dauphine, x Hugues de La Roche : leur fille Marthe de La Roche épouse Louis, baron prince de Montboissier : grands-parents de Jean III de Montboissier ci-dessous ;
- Ma(r)the, x Guy de La Tour, d'où Bertrand, lui-même père de Bertrand Ier, comte d'Auvergne : ce sont des ancêtres de Catherine de Médicis, de Louis XV, des Savoie et des Habsbourg-Lorraine ! ;
- Marie, x 1er Guérin VII de Châteauneuf d'Apchier (postérité), x 2e Raimond II de Nogaret de Calvisson et Marsillargues, petit-fils du légiste Guillaume ;
- Marguerite, x Géraud II de Ventadour ;
- Elise/Elips/Alix/Hélène Roger de Beaufort, x 1er Guillaume de La Tour d'Oliergues, fils de Bertrand III (ou V) de La Tour et d'Isabelle de Lévis-(Mirepoix), frère aîné prédécédé de Guy de La Tour ci-dessus, mort vers 1343/1349, et 2e Aymar VI de Poitiers, comte de Valentinois.

Marie de Chambon décéda en 1344.
2° Sa seconde épouse fut Guérine de Canillac, avec laquelle il convola en 1345. Le couple eut deux enfants, - Jeanne (épouse sans postérité de Louis, comte de Forez en 1358-1362), et :
- Marquis/Marquès/Marc Rog(i)er qui reprit le nom de Canillac, d'où les Beaufort-Canillac fondus dans les Montboissier par le mariage en 1459 de sa petite-fille Isabelle/Isabeau Roger de Beaufort-Canillac (fille de son fils Louis Roger de Canillac) avec Jean III de Montboissier (à Brousse et Cunlhat) ci-dessus : parents de Jean IV de Montboissier, père lui-même de Jacques de Montboissier. Marquès Roger de Beaufort-Canillac avait épousé 1re Catherine d'Auvergne, puis 2e Eléonore d'Anduze.

Ladite Isabelle/Isabeau Roger de Canillac était fille de Jeanne de Norry et Louis Roger de Canillac — lui-même fils de Marquis/Marquès Roger de Beaufort-Canillac qu'on vient de citer et d'Eléonore d'Anduze — et elle avait toute une fratrie, dont :
- Anne Roger de Canillac, morte en 1511, x Godefroy Ier de La Tour d'Auvergne-Montga(s)con († 1469), fils cadet du comte d'Auvergne Bertrand Ier ci-dessus : parents de Godefroy II († 1497), père lui-même d'Anne d'Auvergne-Montgacon († 1530) : cette branche cadette des La Tour-comtes d'Auvergne se fond alors, par le mariage de cette deuxième Anne avec François Ier (ou II) de La Tour d'Oliergues de Turenne, dans leurs lointains cousins La Tour d'Oliergues, vicomtes de Turenne, héritiers de Nicolas Roger de Beaufort ci-dessus et désormais porteurs du nom de La Tour d'Auvergne de Turenne ;
- Marquis/Marquès/Marc Roger de Canillac comte d'Alès, vicomte de Lamothe et baron prince d'Anduze, x 1469 Jeanne, fille d'Antoine de Chabannes-Dammartin. Sans postérité : son frère Jacques hérite.
- et Jacques Roger de Canillac, mort en 1513, lui-même sans postérité de son union avec Jacqueline de Créqui, fille de Jean V de Créquy et petite-fille maternelle du comte Bertrand Ier d'Auvergne : par son testament de 1511 il légua ses biens à ses neveu et petit-neveu Jean IV et Jacques de Montboissier, à charge pour eux de relever le nom et les armes des Beaufort-Canillac.

Guérine de Canillac mourut en 1359.
3° Son troisième mariage, en 1368, se fit avec Catherine d'Adhémar. Guillaume était alors âgé de cinquante-trois ans. Son épouse, née en 1336, était la fille de Doulceline Gaucelin de Graveson et de Lambert d'Adhémar, sire de Monteil, et sœur de Hugues, seigneur de la Garde, l’ancien Sénéchal de Beaucaire. Ces Adhémar étaient une branche de la famille comtale des Poitiers-Valentinois. Il eut d'elle un seul fils, - Raymond Rogier de Beaufort, qui hérita de la vicomté de Valernes et de Cornillon (voir ci-après).

### Testament

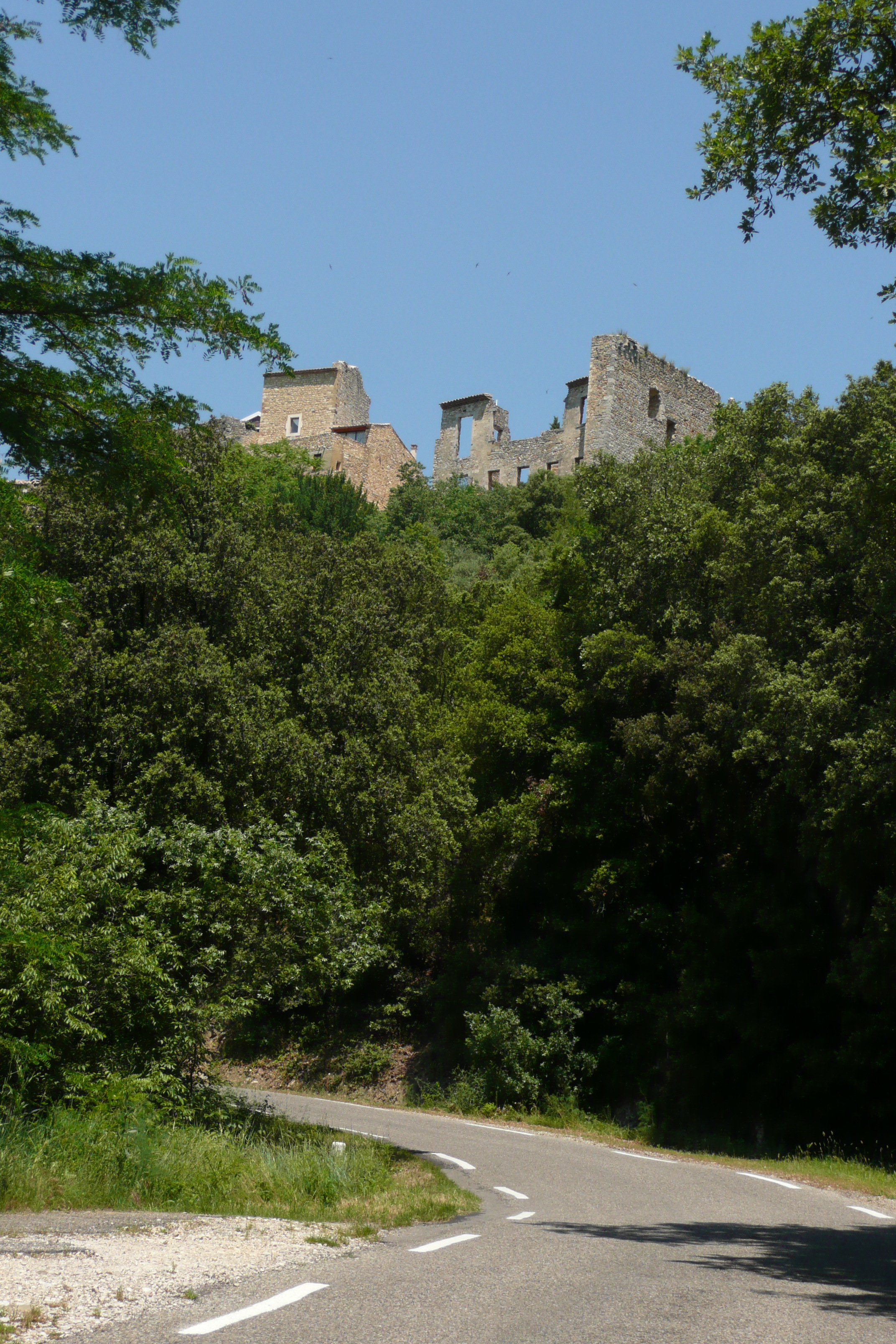
Vestiges du château de Cornillion, dominant la vallée de la Cèze.

Le comte de Beaufort rédigea son testament le 27 août 1379, au château de Cornillon, où il s'est retiré.
23 août 1379 : À Cornillon, Guillaume II, qui avait fait l’acquisition de la ville de Verfeil, près de Saint-Antonin-Noble-Val, émancipa son dernier fils Raymond, unique enfant issu de son troisième mariage contacté, en 1363, avec Catherine de la Garde-Adhémar, sœur d’Hugues Adhémar, seigneur de Monteil et de la Garde. Le jeune garçon reçut de son père la moitié de la vicomté de Valernes et tous les fiefs qui en dépendaient avec leurs revenus, bénéfices et cens y afférents. Le comte de Beaufort y ajouta le château de Saint-Rémy et celui de la Tour (tour du Cardinal ou de Canillac) qui le jouxtait avec tous les droits de cette seigneurie.
Il se vit en outre remettre les châteaux de Margerides et de Saint-Exupéry-les-Roches, au diocèse de Limoges, celui de Cornillon, au diocèse d’Uzès, ainsi qu’une propriété comportant habitations et jardins à Villeneuve, près d’Avignon. À cette partie immobilière étaient jointes des armes, des chevaux, des meubles, des services pour la table, de la vaisselle en argent blanc ou doré, ainsi que tout le matériel de cave du château de Cornillon et des exploitations viticoles de Vérune et Saint-Mabille qui en dépendaient.
Se sentant déjà à l'article de la mort, le dimanche 16 et lundi 17 janvier Guillaume II Roger, comte de Beaufort, avait repris son testament du 23 août 1379 pour y ajouter deux codicilles. Son fils aîné, Guillaume III était désigné comme son exécuteur testamentaire et son cadet Roger héritait du titre de comte de Beaufort. Il mourut à la fin du mois de février 1380.

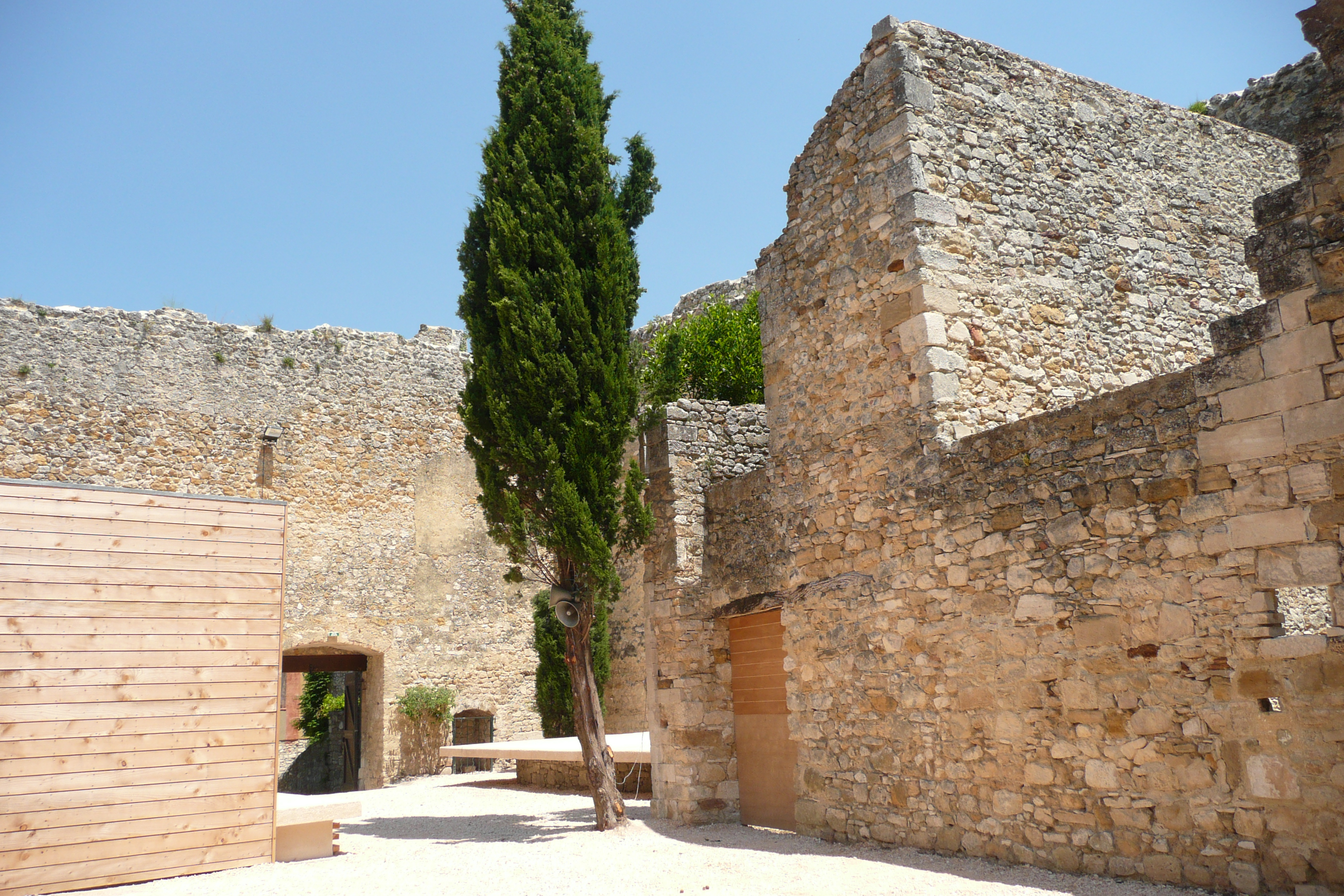
Vestiges de l'ancienne chapelle castrale de Cornillon.

L'abbé Papon l’a publié sur huit pages et demie dans sa Chorographie (tirée de son Histoire générale de Provence dédiée aux Etats, 1777) et il en parle comme d’un inventaire curieux. Le comte de Beaufort avait transformé la chapelle castrale de Cornillon en véritable salle au trésor. Parmi toutes les richesses entreposées, se trouvaient trente-six cuillères en argent ainsi que deux cent quarante et un ustensiles d’argenterie allant des plats aux aiguières en passant par les plats à barbe et un coquemar (bouilloire à anses). L’orfèvrerie comptait soixante-dix pièces en argent doré comprenant des pots, des plats, des aiguières, des tasses, des coupes, des gobelets ainsi qu’un drageoir et un vase à épices. Selon Papon, il y avait aussi des boîtes à parfum et à musc, un crucifix orné de perles et de pierres précieuses au pied duquel se tenaient les apôtres Pierre, Jean et Paul. Se trouvaient encore deux reliquaires d’argent doré, dont le premier renfermait un morceau de la croix de saint André et le second des ossements de saint Thomas, ainsi que des objets cultuels en or et en argent dont une dizaine d’anneaux épiscopaux ayant appartenu à Pierre Roger. S’y ajoutaient des patènes et des ciboires en or, des burettes en argent, des croix pectorales en or et en argent rehaussées de pierreries, des bagues et des anneaux d’or ornés de rubis, de saphirs et de pierres fines ainsi que des perles et des pierres précieuses en vrac. Les Roger de Beaufort avaient aussi conservé des prises de guerre dont quatre mille oboles aragonaises, des gobelets aux armes de Navarre et de Flandre, ainsi que deux coupes faites en travail anglais dont une coupe dorée et une grande coupe d’argent doré. Soit une estimation de cent trente neuf mille sept cent soixante-dix (139 770) livres tournois.